# Tõnu Kõrvits
Tõnu Kõrvits, né le 9 avril 1969 à Tallinn, est un compositeur classique et professeur de musique estonien.

## Biographie
Tõnu Kõrvits est diplômé du département de composition de l'Académie estonienne de musique et de théâtre avec Raimo Kangro en 1994 et a poursuivi ses études de maîtrise avec Jaan Rääts. Au cours de ses études, il a également participé à des cours de master pour jeunes arrangeurs avec le Metropole Orkest (en) et le chef d'orchestre Vince Mendoza (en) (Hilversum, Hollande, 1997) et à la classe de maître du compositeur américain Stephen Montague (en) à Gdańsk (1998). 
Tõnu Kõrvits est membre de l'Union des compositeurs estoniens depuis 1994. Depuis 2001, il est professeur de composition et d'instrumentation à l'Académie estonienne de musique et de théâtre. 
Au cours de la saison 2003-2004, il est compositeur résident de l'Orchestre symphonique national estonien (ERSO). Depuis de nombreuses années, il est actif dans la radio classique.
Outre les festivals estoniens (NYYD Festival, Estonian Music Days, Estonian Composers 'Festival, etc.), la musique de Tõnu Kõrvits a été jouée dans plusieurs festivals dont ArtGenda (Copenhague, 1996, Rainbird's Home), Usedomer Musikfestival (Allemagne, 1999), au festival de musique de chambre de Lockenhaus (Autriche, 1999, For You, the Messenger of Night, commande du festival), Congrès mondial du saxophone (Montréal, 2000, Assignation), Europamusicale (Allemagne, 2004, Afterglow), Musica nos unit ( Gdańsk, 2004, Wildflower; première de Wild Birds), Mänttä Music Festival (Finlande, 2005, Safra, commandé par le festival), festival international de guitare de Münster (Allemagne, 2006, The Songs on the Bridge of Encounters, commandé par le festival), World Music Days (Hong Kong/Macao, 2007, Beyond the Solar Fields), Cellissimo (Adelaïde, 2008, Helios Helios, commande du festival), Lux Musicae (Siunto, Finlande, 2009, Voice that Disappeared, commandé par le festival), Les Boréales (Caen, 2009, musique pour le long métrage muet de Dreyer La Passion selon Jeanne d'Arc), World New Music Days (Zagreb, 2011, Canon) et Festival international de musique The Seasons (Moscou, 2011, Safra).

## Prix et distinctions
Tõnu Kõrvits a été reconnu à plusieurs reprises par l'État et les institutions culturelles estoniennes. Il a reçu le prix de musique Heino Eller en 2001, le prix du jeune artiste par le conseil d'administration de la Fondation culturelle du président en 2002 et le prix annuel du fonds de dotation pour la musique du fonds culturel d'Estonie en 2004 et 2014. Son œuvre symphonique, Eldorado, a remporté le troisième prix au concours international de composition Lepo Sumera pour jeunes compositeurs de Tallinn en 2003. En 2006, il a reçu la bourse Live and Shine de Cultural Endowment, et en 2007, il a reçu le prix annuel de musique du Conseil estonien de la musique pour sa contribution à la musique orchestrale estonienne, en 2011 et 2016, le prix culturel de la république d'Estonie et en 2014, prix du Festival des Journées de la musique estonienne 2013. Tõnu Kõrvits a été reconnu par l'Association estonienne de la chorale en tant que compositeur de choeur de l'année 2014, Estonian Public Broadcasting a choisi Kõrvits comme Musicien de l'année 2015. Son disque Moorland Elegies a reçu le prix de la musique estonienne dans la catégorie de l'album classique de l'année 2017. Depuis 2015, Tõnu Kõrvits est un citoyen d'honneur de Clarksdale pour sa musique à travers laquelle il a fait honneur à la ville, The Delta et à la préservation du blues. En 2016, Kõrvits a reçu l'ordre de l'Étoile blanche, 3e classe. En 2018, Tõnu Kõrvits a reçu le prix Lepo Sumera pour la composition.

## Œuvres
- I.L.Y.B, pour deux guitares (1991)
- Suite pour deux guitares (1991)
- Concerto semplice, pour guitare et orchestre de chambre (1992)
- Pikk hüvastijätt [un long adieu], pour guitare et au piano (1993)
- Inimesele, kelle silmis helkis Põhjanaela sära, pour orchestre de chambre, deux pianos et percussions (1993)
- Symphonie (1994)
- Concerto pour guitare (1994)
- Deux préludes pour guitare (1995)
- 3 psalmi, pour baryton et piano (1996)
- Farewell letter, pour deux pianos (1996)
- Rainbirdś home, pour ensemble instrumental (1996)
- The Blue Gate, pour orchestre symphonique (1996)
- To my Spiritual Brither, pour guitare (1996)
- Fantasy, pour guitare (1996)
- Concerto pour violoncelle (1996)
- Dome Music, pour flûte, violon, violoncelle et piano (1997)
- The Detached Bridge, pour quatuor de saxophones et orchestre de chambre (1998)
- Head ööd [Bonne nuit], pour piano, violon et violoncelle (1998)
- 3 Shakespeare´i sonetti, pour voix et piano (1998)
- Moon and Sea, pour voix et guitare (1998)
- Rakovina /Merikarp, pour baryton et piano (1998) sur un texte de Ossip Mandelstam.
- The Assignation, pour ensemble de saxophones (1999)
- The Days of Glory, orchestre de chambre (1999)
- For You, The Messenger of Night, pour deux violons, contrebasse et clavecin (1999)
- Halo, pour trois guitares électriques (1999)
- Järelkuma keelpillikvartetile ja klaverile (2000)
- Allikas, pour saxophone alto et vibraphone (2000)
- Arabestkid, pour un orgue (2001)
- Müüt [Mythe], pour orchestre symphonique (2001)
- Videviku laulud [Chants du crépuscule], pour quatuor (2001)
- Kolm palvet, et särama panna oma nägu, pour chœur d'hommes et ensemble (2001) sur un texte d'Uku Masing (en)).
- Metsalill, pour hautbois et piano (2002)
- Armastuse Märk, pour orchestre symphonique (2002)
- Laul Päikesele, chœur d'enfants (2002) sur un texte d'Ernst Enno.
- Thulema laulud, pour flûte et piano (2002)
- Kuusteist Eesti rahvalaulu (2002)
- Neli Eesti vaimulikku rahvaviisi, pour quatuor à cordes (2002)
- The Sign of Love (2002)
- Hümn, pour piano (2003)
- Solano, pour flûte, violoncelle et piano (2003)
- Eldorado, pour orchestre symphonique (2003)
- Safra pour piano et cordes (2005)
- Tsirgutii [Voie lactée], pour flûte et orchestre à cordes (2005)
- Sung into the Wind, pour orchestre (2006)
- Elegies of Thule, pour orchestre à cordes (2007)
- Hymns to the Nordic Lights, pour orchestre (2011)
- Tears Fantasy, pour orchestre (2011)
- Butterfly, opéra en deux actes (2013) d'après Andrus Kivirähk
- Silent Songs, pour clarinette basse et orchestre (2015)
- Leaving Capri, pour cordes (2018)
- Azure pour cordes (2016/2017)

## Discographie
Tõnu Kõrvits est enregistré sur les labels Ondine et ECM. 
Hors les disques monographiques, il a fait également l'objet d'enregistrements au sein de récitals, tels notamment chez BIS Records (Le violoncelle estonien avec Seitsme linnu seitse und pour violoncelle et chœur), Alba Records (Serenade pour guitare), Estonian Record Productions (Concerto pour basson) et Coro le label de The Sixteen (Stabat Mater).
- Mirror - Anja Lechner, violoncelle ; Kadri Voorand (et), voix ; Tõnu Kõrvits, harpe ; Chœur de chambre estonnien, dir. Tõnu Kaljuste (février 2013, ECM) (OCLC 1033428902)
- Moorland elegies - Chœur de la radio estonienne ; Orchestre de chambre de Tallinn, dir. Risto Joost (9-12 novembre 2015, Ondine ODE 1306-2) (OCLC 987993146)
- Hymns to the Nordic Lights ; Azure ; Silent Songs ; Leaving Capri ; Tears Fantasy ; Elegies of Thule - Meelis Vind (et), clarinette basse ; Orchestre symphonique national estonien, dir. Risto Joost (1-2 juin 2015, 24-25 septembre 2018, 21 janvier 2019, SACD Ondine ODE 1349-2) (OCLC 1132376494)
- You are light and morning ; Estonian Philharmonic Choir; Tallinn Chamber Orchestra, dir. Risto Joost, 2020, (Ondine ODE 1363-2)

## Filmographie
- 2019 : Documentaire Tõnu Kõrvits. Moorland Elegies, réalisé par Marianne Kõrver et présenté au festival de Cracovie en 2019[2].